# 引揚援護廳

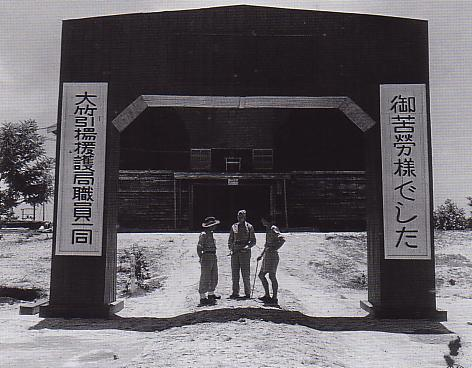
大竹引揚援護局

引揚援護廳（ひきあげえんごちょう）是於1948年（昭和23年）5月31日設置的厚生省 外局，負責引揚（即二戰後海外日本國民遣返歸國事宜）和復員有關的行政事務。1954年（昭和29年）3月31日，由厚生省本省設置的引揚援護局取代。

## 概要
太平洋戰爭終結後，約660萬人在海外殘留日本人的引揚和復員隨之開始。
當時，各省廳各自進行個別的引揚援護，缺乏組織，效率低下。 聯合国軍最高司令官總司令部 (GHQ) 於1945年（昭和20年）10月12日指示要成立主管引揚援護的官廳。對此，日本政府於同月18日指定「厚生省」負責相關事宜。
厚生省社會局於11月22日設立引揚援護課。同月24日勅令第651號「地方引揚援護局官制」公佈（於同月22日簽署和副署）。同月24日，在全日本各地引揚者的登陸港口設置了'「地方引揚援護局」。1946年（昭和21年）3月13日厚生省外局設置「引揚援護院」，管轄地方引揚援護局，藉此統籌引揚援護業務事宜。1948年（昭和23年）1月1日執行舊海軍相關復員事宜的第二復員局廢除，其業務由引揚援護院接管。同年5月31日執行舊陸軍相關復員事宜的第一復員局與引揚援護院合拼，成為厚生省外局的「引揚援護廳」。
1954年（昭和29年），接收超過600萬人引揚者後，厚生省外局的「引揚援護廳」廢除，由厚生省本省設置的「引揚援護局」接管相關業務。其後，1961年（昭和36年）更名為「援護局」。1980年代因負責中國殘留孤兒尋親事宜，再度成為社會焦點。其後於1992年（平成4年）改稱為「社會・援護局」、2001年（平成13年） 省廳再編後為厚生勞動省社會・援護局。

## 歴代長官
引揚援護院長官
- 齊藤惣一：1946年3月13日 - 1948年5月30日（改編為引揚援護廳）

引揚援護廳長官
- 齊藤惣一：1948年5月31日 - 1950年9月8日
- 宮崎太一：1950年9月8日 - 1951年5月8日
- （署任）宮崎太一：1951年5月8日 - 1952年1月16日
- 木村忠二郎：1952年1月16日 - 1953年9月1日
- （署任）木村忠二郎：1953年9月1日 - 1954年3月31日（改為厚生省内局引揚援護局）

## 地方引揚援護局
| 局名             | 所在地                           | 上陸港   | 開局日         | 閉局日         | 備考  |
| ---------------- | -------------------------------- | -------- | -------------- | -------------- | ----- |
| 函館引揚援護局   | 北海道函館市                     | 函館港   | 1945年11月24日 | 1950年01月01日 |       |
| 横濱引揚援護局   | 神奈川縣横濱市                   | 横濱港   | 1945年11月24日 | 1945年12月14日 |       |
| 横濱引揚援護局   | 神奈川縣横濱市                   | 横濱港   | 1947年05月01日 | 1955年07月11日 | ※復活 |
| 浦賀引揚援護局   | 神奈川縣横須賀市                 | 浦賀港   | 1945年11月24日 | 1947年05月01日 |       |
| 名古屋引揚援護局 | 愛知縣名古屋市                   | 名古屋港 | 1946年03月26日 | 1947年02月01日 |       |
| 舞鶴引揚援護局   | 京都府舞鶴市                     | 舞鶴港   | 1945年11月24日 | 1958年11月15日 |       |
| 田邊引揚援護局   | 和歌山縣田邊市                   | 田邊港   | 1946年02月21日 | 1946年10月01日 |       |
| 大竹引揚援護局   | 廣島縣大竹町（今大竹市）         | 大竹港   | 1945年12月14日 | 1947年02月21日 |       |
| 吳引揚援護局     | 廣島縣吳市                       | 吳港     | 1945年11月24日 | 1945年12月14日 |       |
| 宇品引揚援護局   | 廣島縣廣島市                     | 廣島港   | 1945年11月24日 | 1947年12月31日 |       |
| 仙崎引揚援護局   | 山口縣仙崎町（今長門市）         | 仙崎港   | 1945年11月24日 | 1946年12月16日 |       |
| 下關引揚援護局   | 山口縣下關市                     | 下關港   | 1945年11月24日 | 1946年10月01日 |       |
| 門司引揚援護局   | 福岡縣門司市（今北九州市門司區） | 門司港   | 1945年11月24日 | 1946年01月23日 |       |
| 戶畑引揚援護局   | 福岡縣戶畑市（今北九州市戶畑區） | 洞海港   | 1946年01月23日 | 1946年10月01日 |       |
| 博多引揚援護局   | 福岡縣福岡市                     | 博多港   | 1945年11月24日 | 1947年05月01日 |       |
| 唐津引揚援護局   | 佐賀縣唐津市                     | 唐津港   | 1946年02月21日 | 1946年10月01日 |       |
| 佐世保引揚援護局 | 長崎縣佐世保市                   | 佐世保港 | 1945年11月24日 | 1950年05月05日 |       |
| 別府引揚援護局   | 大分縣別府市                     | 別府港   | 1946年02月21日 | 1946年03月26日 |       |
| 鹿兒島引揚援護局 | 鹿兒島縣鹿兒島市                 | 鹿兒島港 | 1945年11月24日 | 1947年02月01日 |       |

## 地方復員殘務處理部
伴隨第二復員局廢除，四所舊地方復員局設置了地方復員殘務處理部，繼承地方復員局復員事務、調査失蹤者、基於GHQ要求的調査業務（法務、戰利品、史實資料等）及整理舊海軍的殘務。伴隨引揚援護局設置，改稱為地方復員部。1959年11月16日、廢除殘存的三所地方復員部，其業務由引揚援護局和地方廳繼承。

### 横須賀地方復員殘務處理部
管轄區域：北海道、青森縣、岩手縣、秋田縣、宮城縣、福島縣、茨城縣、千葉縣、栃木縣、群馬縣、埼玉縣、東京都、神奈川縣、山梨縣、靜岡縣、長野縣

### 吳地方復員殘務處理部
管轄區域：愛知縣、三重縣、奈良縣、大阪府、和歌山縣、兵庫縣、岡山縣、廣島縣、山口縣、鳥取縣、島根縣、岐阜縣

### 佐世保地方復員殘務處理部
管轄區域：德島縣、香川縣、愛媛縣、高知縣、大分縣、福岡縣、佐賀縣、長崎縣、熊本縣、宮崎縣、鹿兒島縣

### 舞鶴地方復員殘務處理部
1955年7月1日廢除，其業務由横須賀地方復員部接管。
管轄區域：山形縣、新潟縣、滋賀縣、京都府、富山縣、石川縣、福井縣